# Munain
Munain es un concejo del municipio de San Millán, en la provincia de Álava, País Vasco (España).

## Historia
Hacia mediados del siglo XIX, el lugar, ya por entonces perteneciente a San Millán, tenía contabilizada una población de 117 habitantes. Aparece descrito en el undécimo volumen del Diccionario geográfico-estadístico-histórico de España y sus posesiones de Ultramar de Pascual Madoz con las siguientes palabras:

MUNAIN: l. del ayunt. de San Millan, en la prov. de Alava (á Vitoria 4 1/2 leg.), part. jud. de Salvatierra (1/4), aud. terr. de Burgos (25), c. g. de las Provincias Vascongadas, dióc. de Calahorra (14 1/2). sit. en llano á la falda de uua montaña; clima frio; reina el viento N. y se padecen pleuresias, pulmonias y fiebres catarrales. Tiene 21 casas; escuela de primera educacion para ambos sexos, frecuentada por 25 alumnos y dotada con 16 fan. de trigo; igl. parr. dedicada á Sta. Maria, servida por un beneficiado propietario con título de cura, de nombramiento del ordinario; una ermita (Sto. Domingo), y en las inmediaciones del l. una fuente, de donde se surten los vec. para sus usos domésticos. El térm. confina N. Mezquia; E. Vicuña; S. Ocariz, y O. Salvatierra: comprendiendo dentro de su circunferencia un monte poblado de hayas y robles, con canteras de piedra blanca y arenisca. El terreno es de mediana calidad, le atraviesa y pasa tambien por medio de la pobl., donde tiene un puente, el r. Zaelorra. El correo se recibe de Salvatierra por los interesados. prod.: toda clase de granos; cria de ganado vacuno, caballar, cabrío y de cerda; caza de liebres, palomas, codornices y perdices; pesca de anguilas. ind.: ademas de la agricultura y ganadería, existe un molino harinero con dos piedras, en buen estado. pobl.: 16 vec., 117 alm. riqueza y contr.: con su ayunt. (V.)
(Madoz, 1848, p. 682)

En 2022, tenía empadronados veintinueve habitantes.

## Demografía
| Gráfica de evolución demográfica de Munain entre 2000 y 2017 |
|                                                              |
| Población de derecho según los censos de población del INE.  |

## Ruta de los robles centenarios
A la salida de la localidad de Munain se encuentra el bosque de los robles centenarios, más de 500 ejemplares de más de cinco siglos de antigüedad y  un perímetro que ronda los cinco metros de media. La ruta de los robles nos lleva hasta el nacedero del río Zadorra y la localidad de Ocáriz.

## Patrimonio
Hay en el concejo una iglesia de la Asunción de Nuestra Señora y una ermita de Santo Domingo.